# Олонцев, Михаил Иванович
Михаил Иванович Олонцев — советский хозяйственный, государственный и политический деятель, Герой Социалистического Труда.

## Биография
Родился в 1911 году в деревне Дмитриевская. Член КПСС с 1938 года.
С 1933 года — на хозяйственной, общественной и политической работе. В 1933—1976 гг. — старший кислотчик, секретарь комсомольского комитета, мастер цеха, заместитель начальника, начальник целлюлозного завода Окуловского целлюлозно-бумажного комбината, политрук роты, секретарь партийного бюро, военный комиссар, заместитель командира по политической части 15-го отдельного восстановительного железнодорожного батальона 29-й отдельной железнодорожной бригады, начальник очистного, отбельного, хлорного цехов на Кексгольмском целлюлозном заводе, директор Архангельского целлюлозно-бумажного комбината, директор Светогорского целлюлозно-бумажого комбината, директор Братского лесопромышленного комплекса Министерства целлюлозно-бумажной промышленности СССР.
Указом Президиума Верховного Совета СССР от 20 апреля 1971 года присвоено звание Героя Социалистического Труда с вручением ордена Ленина и золотой медали «Серп и Молот».
Почётный гражданин города Братска.
Умер в Ленинграде в 1990 году.